# Stephanie Corneliussen

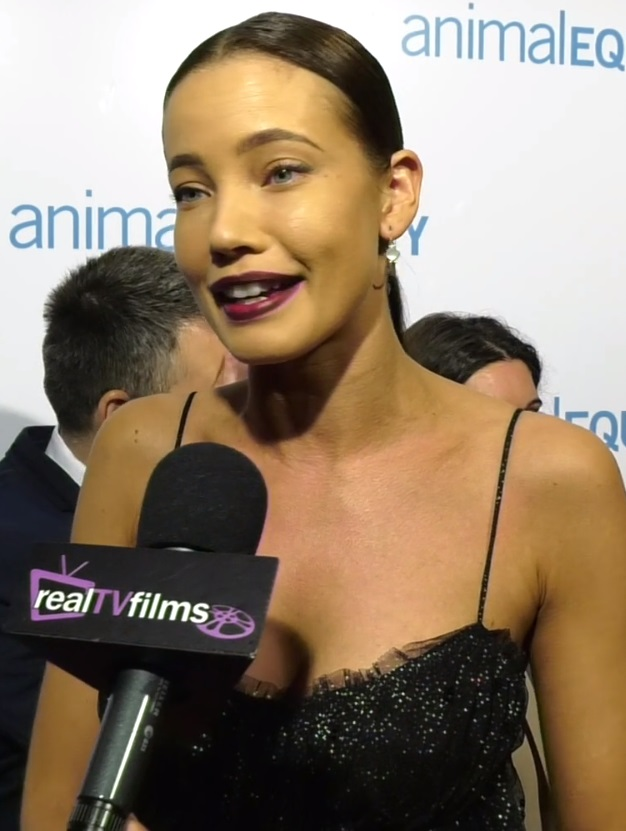
Stephanie Corneliussen (2017)

Stephanie Corneliussen (ur. 28 kwietnia 1987 w Kopenhadze) – duńska aktorka i modelka.

## Kariera aktorska
W 2013 roku pojawiła się w filmie Hansel i Gretel: Łowcy czarownic, a w następnym roku zagrała rolę Tatiany w filmie Witam panie.
Od 2015 roku Corneliussen grała w serialu Mr. Robot, który zdobył uznanie krytyków i został nominowany do kilku nagród, wygrywając w 2015 Złoty Glob.

## Filmografia

### Filmy
| Rok  | Nazwa                            | Rola                 | Uwagi                                   |
| ---- | -------------------------------- | -------------------- | --------------------------------------- |
| 2013 | Hansel i Gretel: Łowcy czarownic | Czarownica z pustyni | nie uwzgl. w napisach                   |
| 2014 | Witam Panie                      | Tatiana              | film TV związany z serialem Witam panie |
| 2022 | Zaproszenie (The Invitation)     | Viktoria             |                                         |

### Seriale
| Rok       | Nazwa                    | Rola               | Uwagi          |
| --------- | ------------------------ | ------------------ | -------------- |
| 2014      | The Rebels               | Ashley             | odc. „Pilot”   |
| 2014      | Bananowy doktor          | Sloan Lerner       | jeden odcinek  |
| 2015      | Bad Judge                | Apolonia           | jeden odcinek  |
| 2015      | Byli                     | Nadia              | jeden odcinek  |
| 2015–2017 | Mr. Robot                | Joanna Wellick     | w gł. obsadzie |
| 2016      | DC’s Legends of Tomorrow | Valentina Vostok   | dwa odcinki    |
| 2018      | Deception                | Tajemnicza kobieta | 6 odc.         |
| 2019      | Legion                   | Gabrielle          | 4 odc.         |